# Tahull
Tahúll (Taüll, en catalán y oficialmente) es una localidad del municipio catalán de Valle de Bohí  en la comarca de Alta Ribagorza, en el Pirineo leridano, en Cataluña, España. Está a una altura media de 1500 m s. n. m. En 2008 estaban censados 270 habitantes.

## Historia
Hacia el año 806 el conde de Tolosa de Francia liberó esta región de la sumisión a los musulmanes y del yugo de un tributo que tenía que pagar. Más tarde, el valle de Bohí fue anexionado al condado de Pallars dependiendo su iglesia de la diócesis de Urgel. En 911 se estableció un nuevo obispado en el que estaban incluidos los condados de Ribagorza y Pallars que tuvieron serios conflictos con la Iglesia de Urgel. En 949 se separaron los dos condados y el de Ribagorza quedó como perteneciente al nuevo arzobispado ya citado mientras que el de Pallars volvió al de Urgel. Pero hubo nuevos conflictos jurídicos y nuevas uniones de los dos condados y hasta comienzos del siglo XII no llegó la estabilidad ni el progreso en el valle de Bohí. A partir de entonces fue favorecido en gran medida por Alfonso I (El Batallador).
Como consecuencia de las campañas de reconquista y la participación directa de los señores del condado de Pallars, estos enclaves se vieron mejorados y enriquecidos. El señor de Erill tuvo bajo su jurisdicción los pueblos de Tahull y Bohí, siendo este el momento de apogeo y riqueza que permitió renovar las iglesias rústicas de todo el valle, reemplazándolas por otras de construcción románica, ricamente decoradas y con un espléndido mobiliario litúrgico. En Tahull se edificaron las iglesias de San Clemente y de Santa María.